# Piqd
Piqd [pɪkt] (abgeleitet von englisch hand-picked ‚handverlesen‘) ist eine gemeinnützige Kurations-Plattform in deutscher Sprache, die von der Schwingenstein Stiftung gGmbH mit Sitz in Utting am Ammersee betrieben wird.
Auf der Plattform empfehlen nicht Algorithmen, sondern journalistische Kuratoren Inhalte aus online verfügbaren Publikationen. Sie verfassen dazu kurze Begleittexte, in denen sie Besonderheit und Relevanz der Empfehlung deutlich machen. Somit soll piqd ein Gegenentwurf zur vor allem auf Reichweiten abzielenden Verbreitung medialer Inhalte in sozialen Netzwerken sein und „Raum für eine ausgeruhtere Debatte“ bieten.

## Überblick
2015 wurde piqd von Philanthrop Konrad Schwingenstein, dem Enkelsohn von August Schwingenstein, gegründet. In Deutschland ging das Portal piqd.de am 19. November 2015 online. Auf die positive Resonanz und das schnelle Wachstum der deutschen Plattform folgte die Entwicklung eines englischsprachigen Ablegers. Dieser wurde am 22. Februar 2017 unter der Domain piqd.com veröffentlicht, jedoch am 1. Mai 2019 wieder eingestellt.
2017 wurde piqd für den Grimme Online Award in der Kategorie Spezial nominiert.
Die Kuratoren auf piqd sind bestimmten gesellschaftlich relevanten Themenkanälen zugeordnet und können nur dort Inhalte empfehlen. Auf piqd.de gibt es 19 derartige Kanäle, in der englischsprachigen Variante gab es 7. Dies spiegelt sich auch in der Anzahl der aktiven Kuratoren wider: Für die deutsche Plattform schreiben rund 100 Kuratoren, auf piqd.com waren es etwa 50.

## Organisation
Geschäftsführer ist der Publizist und selbstständige Projektmanager Marcus von Jordan, der in gleicher Position auch für die Geschäfte der Schwingenstein Stiftung und des Online-Portfolionetzwerks für Journalisten torial verantwortlich ist. Gemeinsam mit Konrad Schwingenstein und dem Journalist und Unternehmer Frederik Fischer (ehem. Chefredakteur) gründete von Jordan 2015 die Plattform.

### Kuratoren
Die Kuratoren, auch „piqer“ genannt, besitzen weitestgehend redaktionelle Freiheit. Sie arbeiten frei für piqd und empfehlen durchschnittlich einen Inhalt pro Woche. Dafür erhalten sie grundsätzlich ein Honorar. Unter ihnen sind Wissenschaftler, Journalisten, Autoren, Politiker und Experten aus anderen Bereiche sowie einige Redaktionen unabhängiger Medienprojekte und Startups (bspw. The Buzzard, Reportagen.fm, RiffReporter, Project Syndicate). Unter den Kuratoren befinden sich unter anderem folgende Personen:
| Kurator             | Status | Tätigkeit als                             | Hauptkanäle                                                  |
| ------------------- | ------ | ----------------------------------------- | ------------------------------------------------------------ |
| Mohamed Amjahid     | aktiv  | Journalist und Autor                      | Medien und Gesellschaft, Flucht und Einwanderung, Feminismen |
| Theresa Bäuerlein   | aktiv  | Autorin und Journalistin                  | Liebe, Sex und Wir; Kopf und Körper; Seite Eins              |
| Teresa Bücker       | aktiv  | Journalistin und Bloggerin                | Zukunft und Arbeit, Liebe, Sex und Wir, Kopf und Körper      |
| Achim Engelberg     | aktiv  | Autor                                     | Zeit und Geschichte, Flucht und Einwanderung                 |
| Julia Friedrichs    | aktiv  | Journalistin                              | Volk und Wirtschaft                                          |
| Michaela Haas       | aktiv  | Journalistin                              | Feminismen, Ideen und Lösungen                               |
| Michael Hirsch      | aktiv  | Philosoph und Politikwissenschaftler      | Volk und Wirtschaft, Seite Eins, Feminismen                  |
| Dmitrij Kapitelman  | aktiv  | Schriftsteller und Journalist             | Reportagen und Interviews                                    |
| Hasnain Kazim       | aktiv  | Journalist und Autor                      | Flucht und Einwanderung, Seite Eins, Fundstücke              |
| Jürgen Klute        | aktiv  | Theologe, Publizist und Politiker (MdEP)  | Europa, Volk und Wirtschaft                                  |
| Ruprecht Polenz     | aktiv  | Politiker (MdB a. D.)                     | Zeit und Geschichte, Medien und Gesellschaft                 |
| Carla Reemtsma      | aktiv  | Klimaschutzaktivistin                     | Klima und Wandel                                             |
| Antje Schrupp       | aktiv  | Politikwissenschaftlerin und Journalistin | Volk und Wirtschaft, Liebe, Sex und Wir                      |
| Margarete Stokowski | aktiv  | Autorin und Kolumnistin                   | Feminismen                                                   |

Ehemalige Kuratoren sind unter anderem Konstantin von Notz, Annika Reich, Leonhard Dobusch, Anke Domscheit-Berg, Saša Stanišić und Paula-Irene Villa Braslavsky.

### Formate
Alle Empfehlungen werden auf der Webseite von piqd.de veröffentlicht. Das wichtigste Format ist jedoch der automatisch generierte Daily Digest, der tägliche Newsletter. Jeder registrierte Nutzer erhält so die Empfehlungen aus den abonnierten Kanälen.
Seit 2018 produziert piqd in Kooperation mit detektor.fm den Literatur Podcast „Dear Reader“. Weitere Podcast-Produktionen waren „piqd thema“ mit Katrin Rönicke, „piqd hintergrund“ mit Florian Schairer und „piqd Wirtschaft“. Im Rahmen der Podcasts organisierte piqd bis 2020 unter dem Namen „piqd Salon“ auch öffentliche Veranstaltungen.
Auf piqd.de finden sich neben Empfehlungen aus dem deutschsprachigen Raum auch Empfehlungen aus englischsprachigen Quellen.

### Themenkanäle
2015 startete piqd.de mit 13 Themenkanälen, mittlerweile sind es 19. Besonders aktuelle Meldungen werden innerhalb des Kanals „Seite Eins“ empfohlen. Daneben gibt es vor allem thematisch gebundene Kanäle: einen „Europa“-Kanal, den Wirtschaftskanal „Volk und Wirtschaft“, „Klima und Wandel“ sowie Zeit und Geschichte. Empfehlungen zu gesundheits- und zwischenmenschlichen Themen werden in „Kopf und Körper“ sowie in „Liebe, Sex und Wir“ veröffentlicht. Gesellschaftspolitische Inhalte finden die Leser in „Technologie und Gesellschaft“, „Feminismen“ und „Zukunft und Arbeit“. Für kulturelle Beiträge dient „Pop und Kultur“ als Anlaufstelle. Zudem gibt es formatabhängige Kanäle wie „Videos und Podcasts“ und „Reportagen und Interviews“. Ursprünglich gab es auch zwei Stadtkanäle, für München und für Hamburg, die jedoch zum 1. Oktober 2016 vorläufig eingestellt wurden.
Eine Besonderheit stellte der Blog-Kanal Literatenfunk dar, auf welchem Autoren und Blogger eigenständige längere Texte verfassen, die an literarischen Werken anknüpfen. 2017 war der Kanal für den Buchblog-Award nominiert.
Laut einem eigenen Bericht stammen die empfohlenen Inhalte aus über 2.400 Quellen. Trotz des selbstgesteckten Ziels, die Filterblase moderner Online-Medien durchbrechen zu wollen, ist in einigen Kanälen eine eher linksliberale politische Ausrichtung erkennbar.

### Finanzierung
piqd wird von der gemeinnützigen Schwingenstein Stiftung gGmbH betrieben und durch die Stiftung und die zahlenden Mitglieder finanziert. Die Webseite ist frei von Werbung. Der Großteil der Empfehlungen ist frei zugänglich. Eine kostenlose Anmeldung auf der Plattform und zum Newsletter ist möglich. Der Bezahlservice ist freiwillig und kann in selbstgewählter Höhe monatlich und jährlich abgeschlossen werden. Zahlende Nutzer werden als „piqd-Mitglieder“ bezeichnet.